# بيني إرفينغ
بيني إرفينغ (بالإنجليزية: Penny Irving)‏ هي عارضة وممثلة بريطانية، ولدت في 1955 في هيتشن في المملكة المتحدة.

## وصلات خارجية
- بيني إرفينغ على موقع IMDb (الإنجليزية)
- بيني إرفينغ على موقع أول موفي (الإنجليزية)
- بيني إرفينغ على موقع كينوبويسك (الروسية)